# Geister Rikscha
Geister Rikscha (en français : « Pousse-pousse fantôme ») est une attraction en nacelle de type train fantôme du parc à thème Phantasialand. Ouverte le 5 juin 1981 avec la section thématique China Town du parc, elle est à son ouverture le plus long parcours scénique d'Europe jusqu'à l'ouverture de Phantom Manor. L'attraction reste néanmoins la plus longue attraction souterraine d'Europe, la majorité de son parcours passant sous la place principale de China Town.
Le parcours a été construit par Anton Schwarzkopf, composé de nacelles de type Omnimover. La thématisation de l'attraction ont été conceptualisés par Heimotion et en collaboration avec Hofmann Figuren pour la création des divers animatroniques parsemant le parcours. L'attraction en soit n'est pas tant un train fantôme mais plutôt centré sur la présentation de scénettes retraçant des contes de la mythologie chinoise.
Le parcours est d'une longueur de 250 mètres et d'une durée de 8 minutes à vitesse moyenne de 1,9 km/h.

## Histoire
Geister Rikscha ouvre avec la section China Town le 5 juin 1981 et était le second parcours scénique ouvert à Phantasialand après Gondelbahn 1001 Nacht et la dernière encore ouverte à ce jour, avec Maus au Chocolat depuis la fermeture de Hollywood Tour en 2020. L'attraction a connu de nombreuses mises à jours.
En 1997, la file d'attente est thématisée et certaines scènes furent remplacées par les animatroniques du Tanakra Theater, théâtre d'animatroniques voisin.
En 2002, un nouveau système audio fut installé en remplacement de l'ancien audio-embarqué qui alors expliquait chaque scène, au profit d'une musique, composée par Christoph Erbse et Edwin de Groot.

## Thématisation
L'extérieur de l'attraction fait référence à la grande muraille de Chine. Un thème qui continue dans la file d'attente intérieure avec des couloirs étroits et décorations animées. Le quai d'embarquement est décoré avec de faux arbres et des racines.

## Galerie

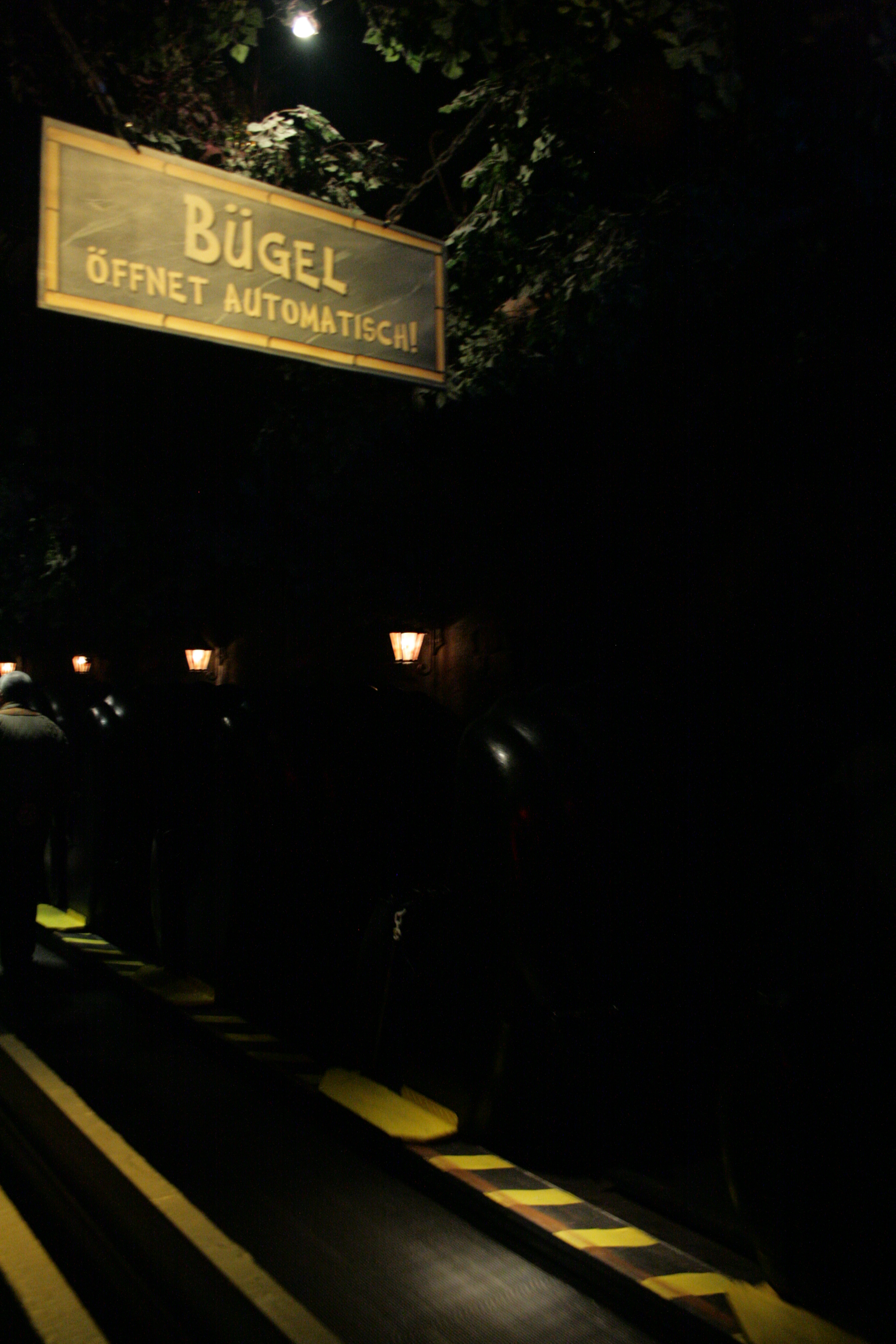
Station
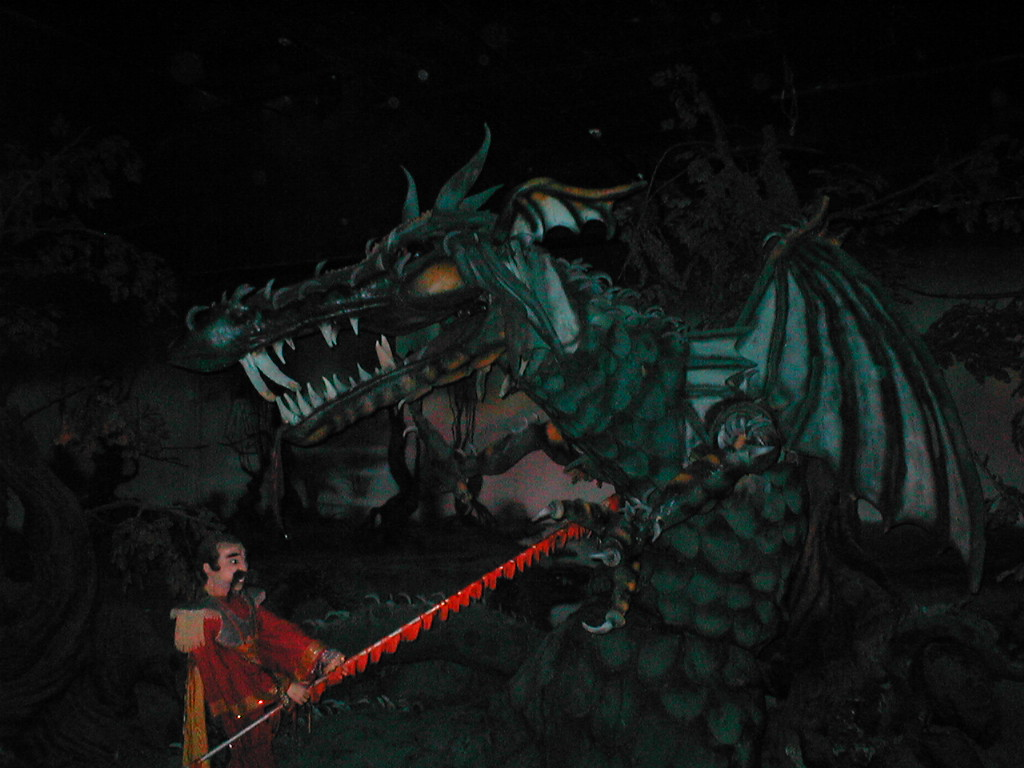
scène du dragon
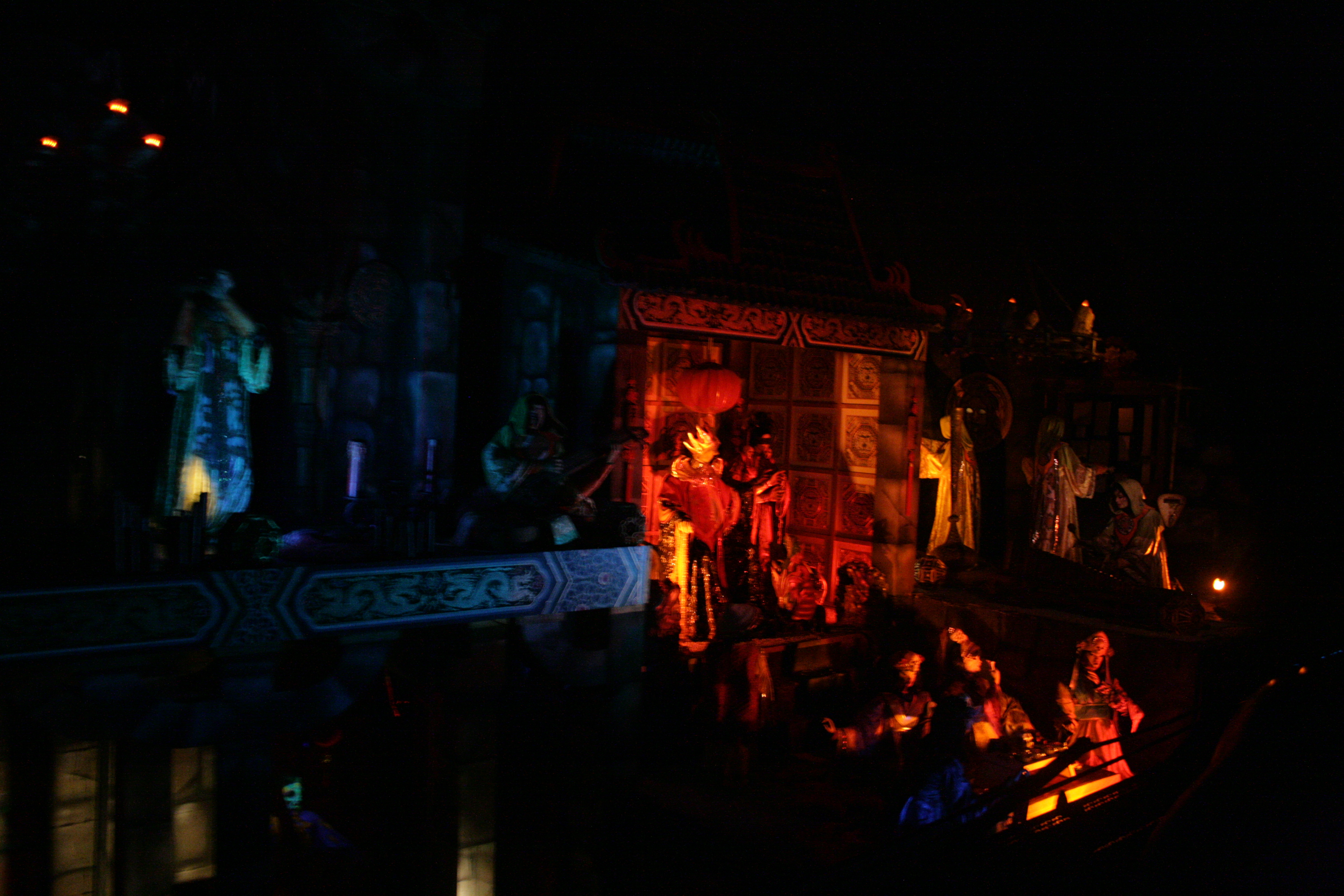
scène inspirée de l'attraction Haunted Mansion
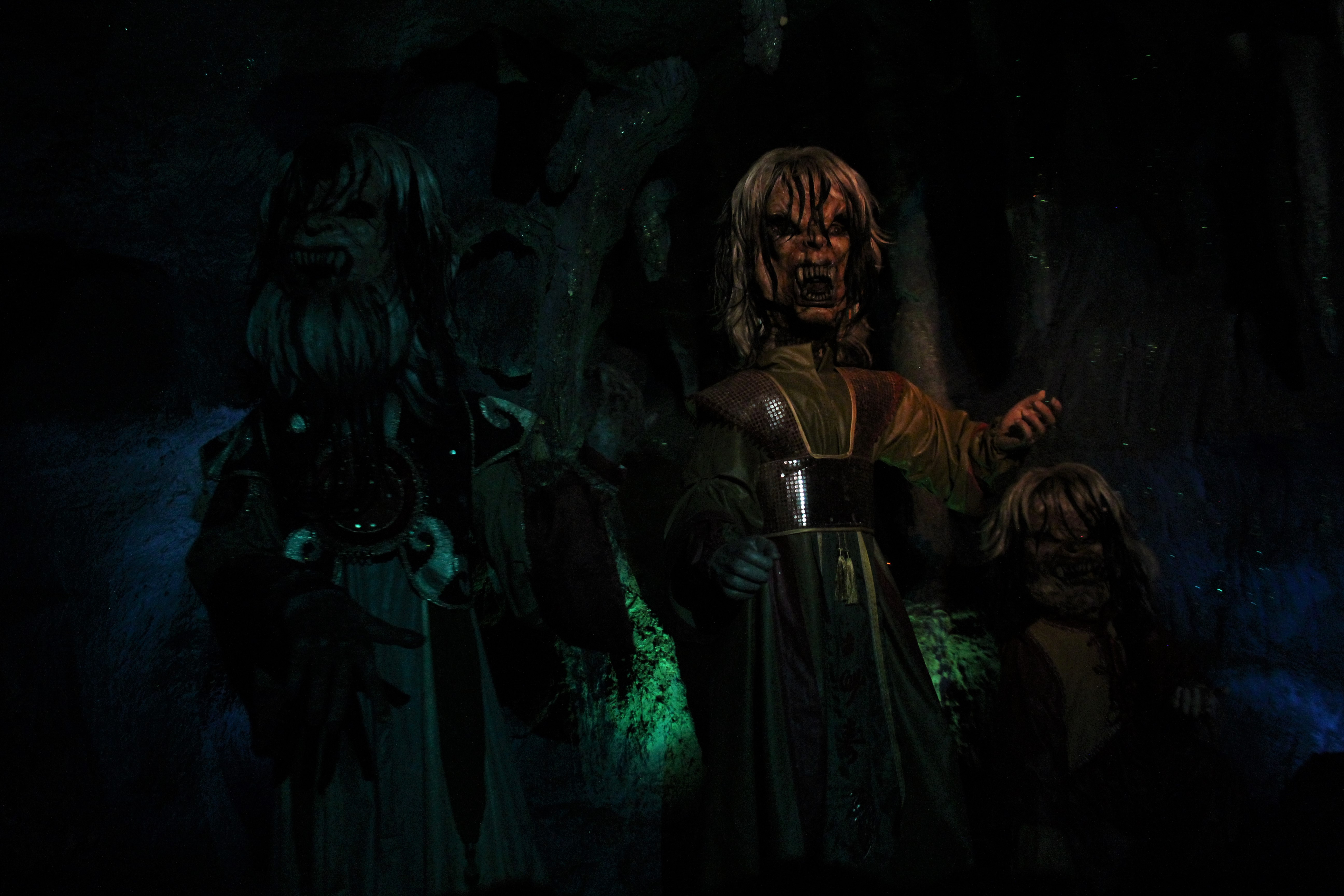
scène inspirée de l'attraction Haunted Mansion
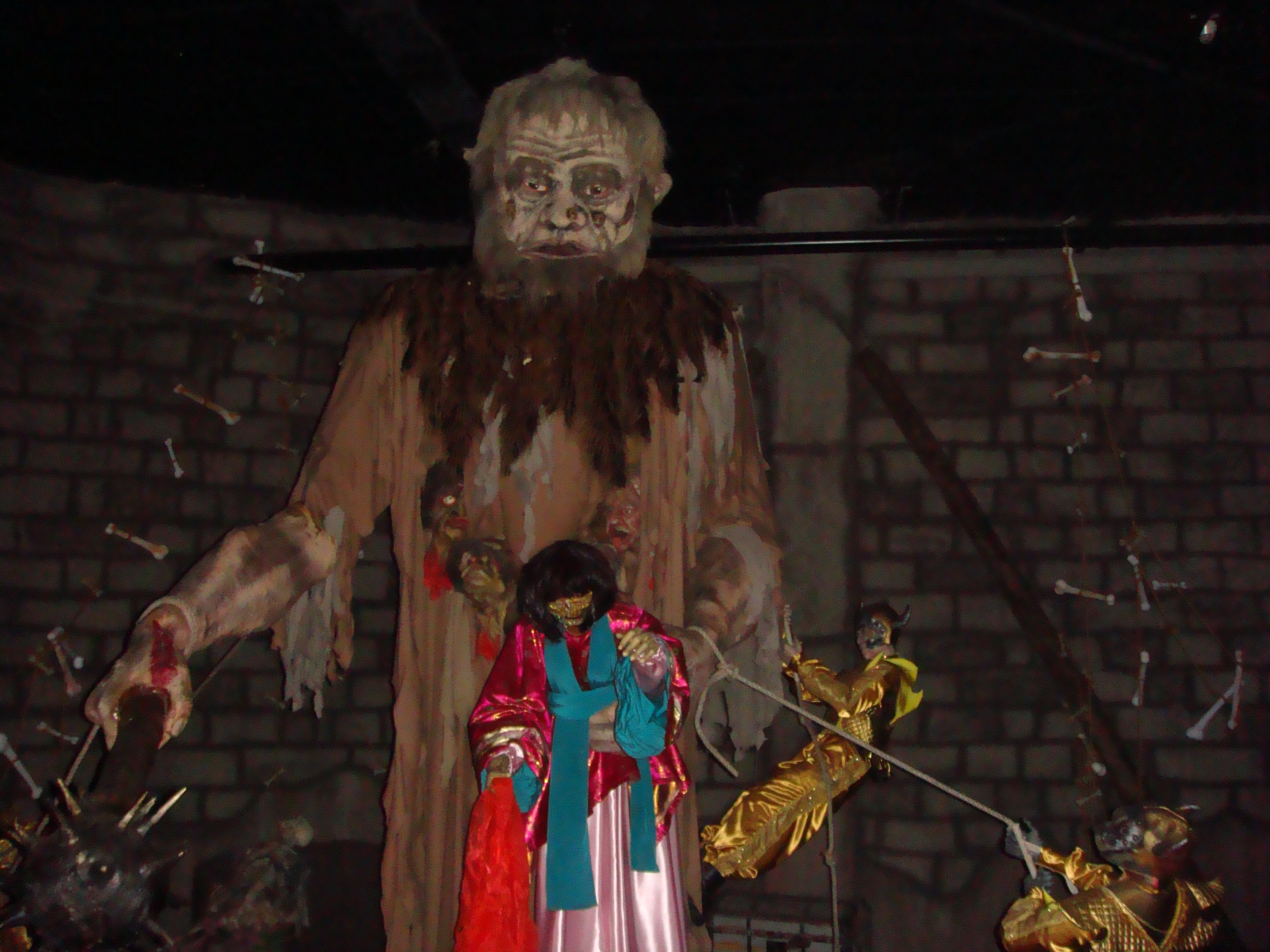
Scène du géant
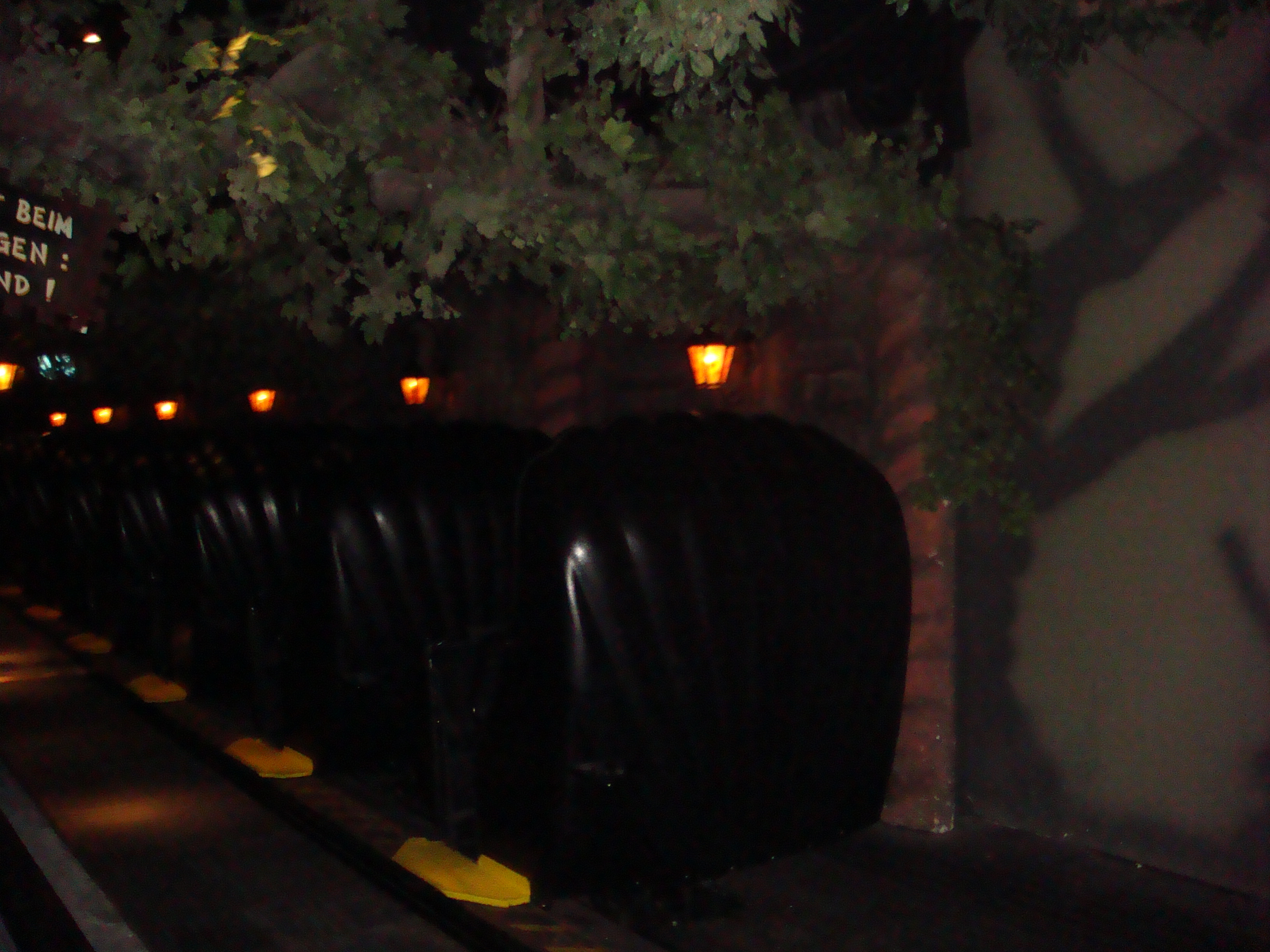
Débarquement